# Blastopore
Le blastopore est l'orifice du stade gastrula faisant communiquer l’archentéron avec l’extérieur. Il résulte de l’invagination du blastoderme lors de la gastrulation et constituera d'abord l’anus chez les deutérostomiens et d'abord la bouche chez les protostomiens.
La lèvre dorsale du blastopore est l'organisateur de Spemann chez les Amphibiens et joue un rôle essentiel dans l'induction du système nerveux et la régionalisation du mésoderme. 
L'équivalent du blastopore chez les Amniotes est appelé ligne primitive.